# Sharon Stone
Sharon Vonne Stone (Meadville, 10 de março de 1958) é uma atriz, supermodelo e produtora norte-americana. Conhecida principalmente por interpretar Femme Fatale e mulheres misteriosas no cinema e na televisão, ela se tornou um dos símbolos sexuais mais populares da década de 1990. Ela recebeu vários prêmios, incluindo um Primetime Emmy Award, um Globo de Ouro e uma indicação ao Oscar. Ela recebeu uma estrela na Calçada da Fama de Hollywood em 1995.
Ela alcançou reconhecimento internacional por interpretar Catherine Tramell, no thriller erótico Basic Instinct. Foi nomeada para um Oscar de Melhor Atriz e ganhou um Globo de Ouro de Melhor Atriz em um Filme Dramático por sua atuação em Casino.

## Biografia e carreira

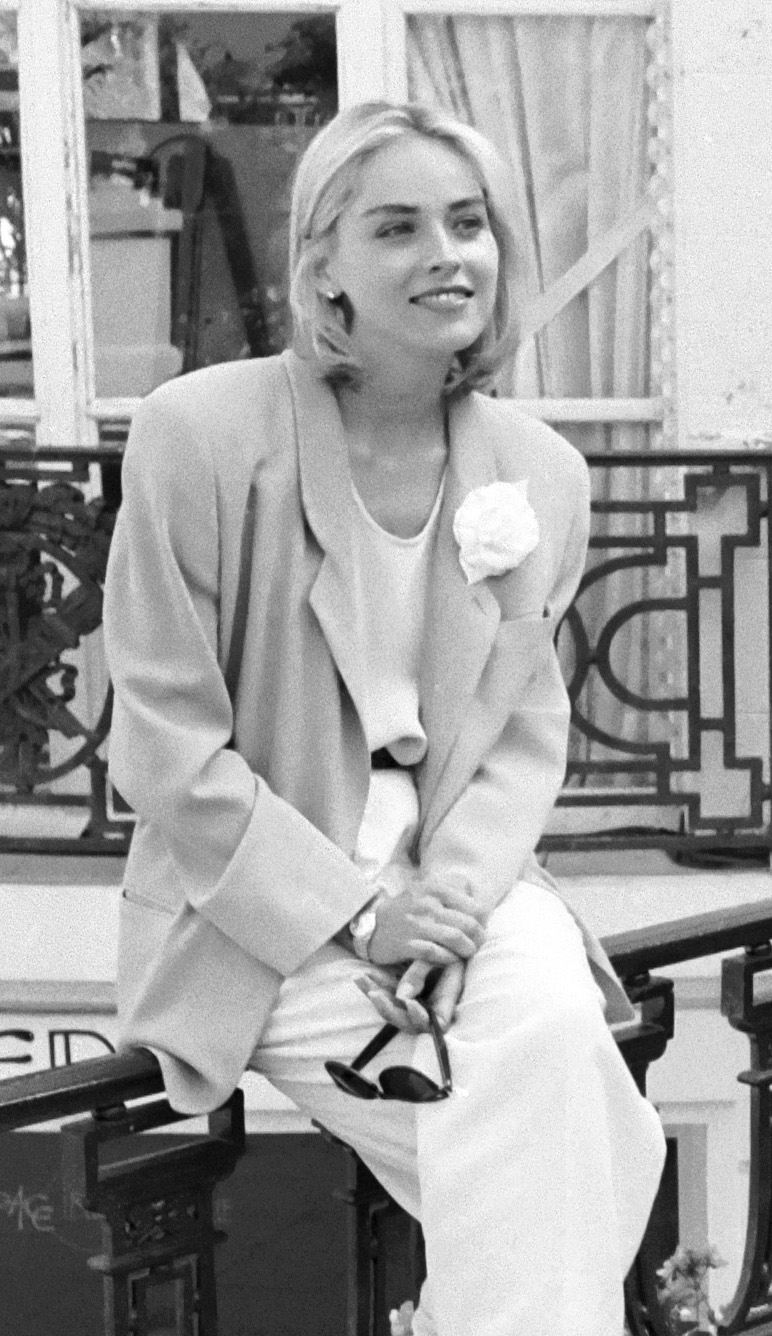
Sharon Stone na França, em 1991.

Nascida e criada em Meadville, na Pensilvânia, a atriz é filha de Joseph Stone e Dorothy Stone, e tem três irmãos: Mike, Patrick e Kelly Stone. Durante a infância, possuía um desempenho acadêmico excepcional, acima da média, sendo diagnosticada por psiquiatras, psicólogos e pedagogos como possuidora de um QI de 154, o que a classifica oficialmente como superdotada, conseguindo assim cursar a segunda série do ensino fundamental aos cinco anos de idade. Aos quinze anos de idade, ganhou uma bolsa de estudos para estudar moda na Universidade da Pensilvânia, mas desistiu do curso para seguir a carreira de atriz ou de modelo.  Entretanto, devido a sua grande inteligência, mas a falta de maturidade própria da idade, e também por conta do bullying escolar, acabou desenvolvendo um comportamento antissocial, onde desenvolveu depressão, ansiedade e transtorno dismórfico corporal, o que a levou a um intenso tratamento psicoterápico e psiquiátrico, tomando antidepressivos e ansiolíticos. 
Em sua adolescência começou a participar de concursos de beleza para conseguir lidar melhor com sua timidez, baixa autoestima e insegurança. A jovem foi melhorando aos poucos, visto que ganhava todos os concursos, o que lhe rendia alguns prêmios em dinheiro ou maquiagens, até que aos dezenove anos venceu a disputa como Miss Pensilvânia, ganhando um contrato como modelo fotográfica e de passarela. A jovem, então, mudou-se sozinha para Nova Jersey, e foi contratada pela agência Ford Models. Sharon Stone trabalhou como modelo no Canadá, nos Estados Unidos, e em todos os países da Europa, onde fixou residência na Itália, e aprendeu a falar italiano fluentemente. Nesta época ficou muito famosa no mundo da moda, transformando-se em uma supermodelo, estrelando capas de revista pelo mundo.

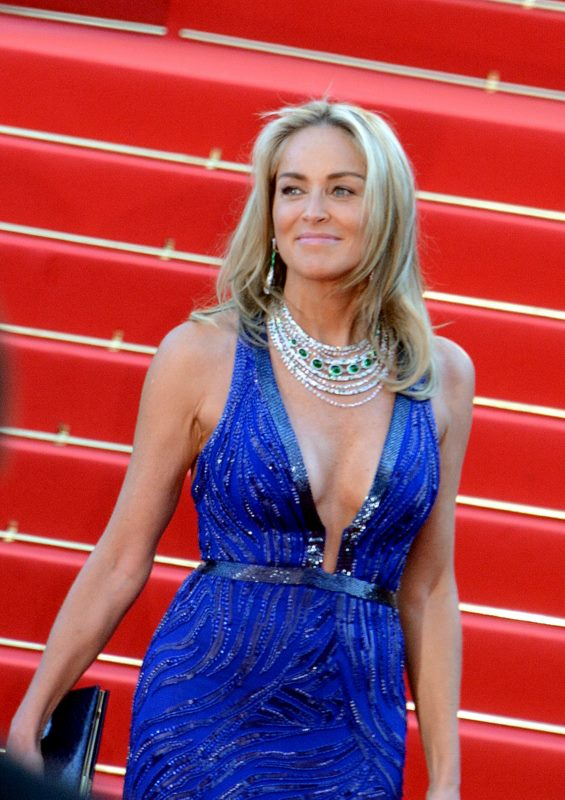
Stone no Festival de Cannes de 2013

Durante sua estadia em Roma, a artista apaixonou-se por artes cênicas, e decidiu fazer cursos de teatro, com especialização em dramaturgia, onde conseguiu participar de comerciais das empresas Burger King e Maybelline. Após dois anos na Europa, retornou aos Estados Unidos, decidida a deixar a carreira de supermodelo, e atuar profissionalmente como atriz.
Após trabalhar por um ano em peças de teatro, conseguiu seu primeiro papel no cinema, com o filme Stardust Memories, de Woody Allen, em 1980. Em 1984 chegou a ser cotada para fazer o filme Indiana Jones and the Temple of Doom (Indiana Jones e o Templo da Perdição) mas o papel de Willie Scott, namorada de Indiana Jones, foi interpretado por Kate Capshaw. Em 1992 a atriz posou nua para a revista Playboy, na época em que atuou no filme Basic Instinct, o que consagrou sua fama internacional. Devido ao seus grandes feitos como atriz, possui uma estrela na Calçada da Fama. Na franquia cinematográfica sobre Alan Quatermain, contracenou com o ator Richard Chamberlain, famoso pelo seriado Dr. Kildare. Sharon também participou de um episódio da série de longas Loucademia de Polícia. 

## Vida pessoal
Conhecida por sua discrição na vida pessoal, manteve relacionamentos amorosos com atores, modelos, músicos e empresários. Em 1984 casou-se com seu noivo, o produtor de TV Michael Greenburg, com quem estava junto desde 1980. Durante o casamento tentou engravidar, mas não estava conseguindo. Após tratamentos de fertilização, ficou grávida de um menino em 1988, mas sofreu um aborto espontâneo aos cinco meses de gestação, o que piorou suas crises depressivas, e estremeceu ainda mais a relação. Após constantes divergências conjugais, o casal divorciou-se em 1990.
Após manter relacionamentos casuais, manteve um namoro com o produtor cinematográfico William J. MacDonald, de outubro de 1992 a março de 1994, de quem ficou noiva em 1993. Ainda em 1994 começou a namorar com o assistente de direção Bob Wagner, entretanto terminaram o relacionamento em 1995. 
Em 1994 converteu-se ao budismo tibetano, após ser apresentada a religião por seu amigo Richard Gere, que também lhe apresentou o líder espiritual do budismo tibetano Dalai Lama. 
Em 1996 iniciou um relacionamento amoroso com o jornalista Phil Bronstein. Ambos casaram-se em 14 de fevereiro de 1998. Sharon voltou a tentar engravidar, sem sucesso, mas seus exames médicos nunca diagnosticaram a causa de sua infertilidade. A artista, então, voltou a realizar diversos tratamentos hormonais, incluindo a fertilização, quando conseguiu êxito, novamente grávida de um menino, mas sofreu seu segundo aborto espontâneo, também aos cinco meses de gestação, em 1999, desistindo, então, da maternidade biológica. No total a atriz teve 9 abortos espontâneos. O casal adotou Roan Joseph Stone Bronstein, nascido em 22 de maio de 2000, e adotado no mesmo ano. Após divergências conjugais constantes, o casal divorciou-se em 2004. 
O casal disputou a guarda do filho, mas Sharon perdeu a custódia, podendo visitar o filho semanalmente. O juiz alegou que o convívio da criança com a família paterna é mais estável, seguro e consistente, pois Sharon tem uma vida profissional agitada, com viagens constantes, mas a atriz alegou preconceito por parte do juiz. Sharon recorreu dessa sentença por diversas vezes, a última em 2007, inclusive tentando propor guarda compartilhada, o que não conseguiu. Entretanto, Sharon e o filho são muito próximos. Quando o rapaz ficou maior de idade, foi morar com a mãe e os irmãos, e aos dezenove anos ele conseguiu pela justiça o direito de assinar o sobrenome de sua mãe, já que só possuía o sobrenome do pai em seu registro, embora também tivesse o nome de Sharon na certidão, só o sobrenome Bronstein constava no nome de batismo dele. 
Ainda em 2004 voltou a entrar na fila de adoção, quando em 2005 adotou um recém nascido, a quem batizou de Laird Vonne Stone. Em 2006 adotou outro recém nascido, batizado de Quinn Kelly Stone. Em entrevistas revelou: Ser mãe solteira tem um significado incrível. Te dá uma sensação de intimidade e entendimento que é difícil explicar para quem não tem filhos. 
A maioria de seus filmes foram banidos na China, porque em 2008, a atriz comentou que o terremoto que matou cerca de 68 mil pessoas no país foi consequência de um carma negativo, por causa da forma como o governo chinês tratava o Tibete. Na época, Sharon também perdeu contrato com a Dior, que retirou seus anúncios de todo o país. 
De 2010 a 2011 foi namorada de um empresário sueco, o bilionário Johan Eliasch. De 2011 a 2013 namorou um modelo argentino, que vive em Santa Catarina, no Brasil, desde criança, chamado Martin Mica,  rapaz vinte e sete anos mais novo. Sharon e Martin foram fotografados diversas vezes em viagens românticas na Argentina e no Brasil.
Em 2015 iniciou um namoro com o empresário e agente esportivo norte-americano Lonnie Cooper. O casal morou juntos de 2017 até 2018.  
Ainda em 2018 iniciou um namoro com o empresário italiano Angelo Boffa, que é dezenove anos mais novo, mas o casal terminou a relação em 2019. Desde então solteira, é eventualmente vista acompanhada de homens anônimos e famosos, mas não assumiu mais nenhum relacionamento sério. 
Desde 1995 vive em uma mansão em West Hollywood, na Califórnia. Sharon vive em companhia dos três filhos e dos funcionários de sua residência. 

## Saúde
Em 29 de setembro de 2001 a atriz foi internada em um hospital de São Francisco, após desmaiar. Ela vinha sentindo dores de cabeça há mais de duas semanas, e não conseguia melhora com analgésicos. Sharon foi diagnosticada com um aneurisma cerebral. Após uma semana de internação, houve a ruptura de uma artéria cerebral, o que a levou para uma cirurgia de emergência, posteriormente ficando em coma na UTI, acordando após uma semana. Como sequela temporária, a artista teve uma leve perda de memória. O rompimento dessa artéria deixou consequências maiores, as quais fizeram com que Sharon levasse sete anos para uma plena recuperação, tendo que reaprender a andar, a falar e a ler. 
Em 2014 sofreu um AVC, enquanto viajava pelo litoral brasileiro, entretanto não sofreu nenhuma sequela, sendo liberada da internação em poucos dias. 